# Czesław Leśniak

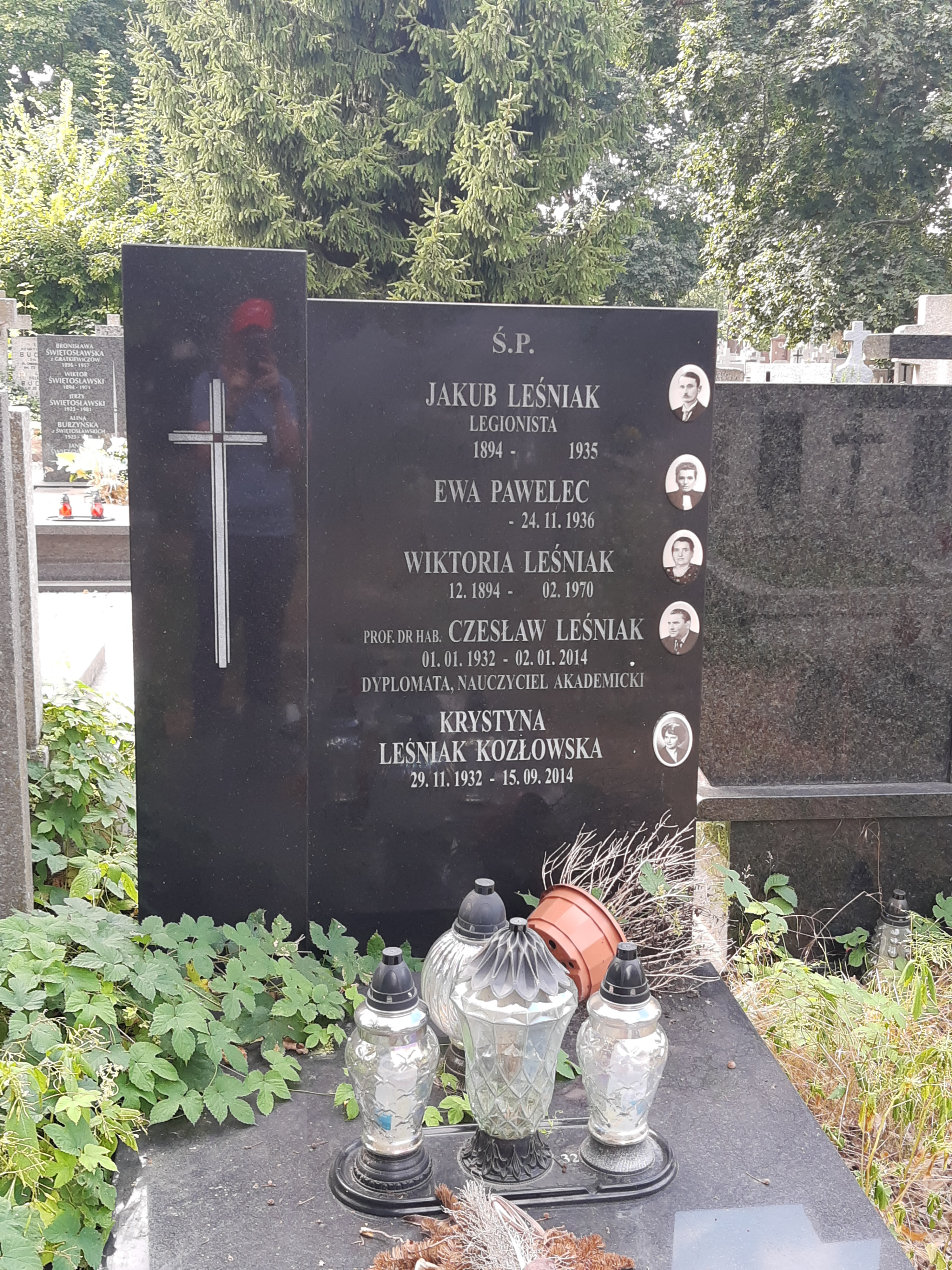
Grób prof. Czesława Leśniaka na cmentarzu Bródnowskim w Warszawie

Czesław Mieczysław Leśniak (ur. 1 stycznia 1932, zm. 2 stycznia 2014) – polski ekonomista, specjalista w zakresie międzynarodowych stosunków gospodarczych, dyplomata i wykładowca akademicki, prof. dr. hab., dr h.c. University of Strathclyde, rektor, dziekan i wykładowca warszawskiej Akademii Finansów i Biznesu Vistula, rektor i wykładowca Europejskiej Wyższej Szkoły Biznesu w Warszawie, wykładowca w Prywatnej Wyższej Szkole Nauk Społecznych, Komputerowych i Medycznych w Warszawie.
Był wieloletnim prezesem Warszawskiego Koła Stowarzyszenia Absolwentów Wyższej Szkoły Handlu Morskiego, Wyższej Szkoły Ekonomicznej i Wydziałów Ekonomicznych Uniwersytetu Gdańskiego. Piastował obowiązki Konsula Generalnego Polski w Glasgow i Strasburgu.
Zmarł 2 stycznia 2014 r., pochowany na cmentarzu Bródnowskim w Warszawie (kw. 32B-5-13).